# The Walk-In
The Walk-In és una sèrie de televisió britànica de crim real del 2022 de cinc parts que dramatitza la infiltració del grup terrorista d'extrema dreta Acció Nacional, frustrant un complot per assassinar un diputat. És protagonitzada per Stephen Graham. S'ha doblat i subtitulat al català.

## Sinopsi
La sèrie es basa en la història real de com Matthew Collins, del grup activista Hope not Hate, es va infiltrar al grup terrorista neonazi britànic Acció Nacional, frustrant un complot per assassinar la diputada laborista Rosie Cooper.
Jack Renshaw va ser condemnat i condemnat a cadena perpètua pel seu pla de matar a Cooper.

## Producció

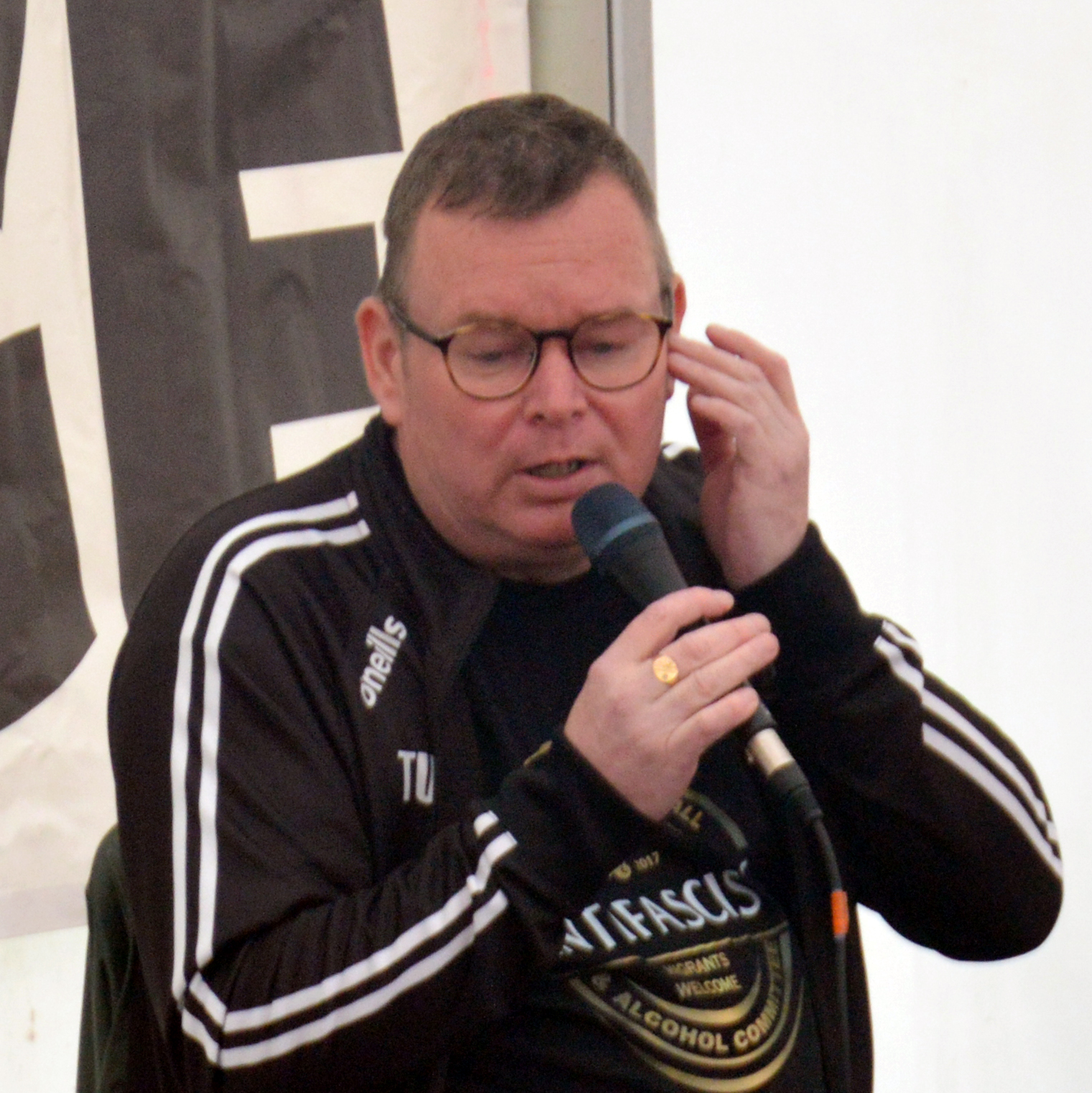
La sèrie està basada en la vida de Matthew F. Collins.

La sèrie, realitzada per ITV Studios, va ser escrita per Jeff Pope i dirigida per Paul Andrew Williams per a ITV.

## Càsting
- Stephen Graham com Matthew Collins
- Andrew Ellis com a Robbie Mullen, l'informant
- Dean-Charles Chapman com a Jack Renshaw
- Leanne Best com a Alison, la dona de Matthew
- Jason Flemyng com a Nick Lowles, director executiu d'Hope Not Hate

## Estrena
The Walk-In es va emetre a ITV en estrena el 3 d'octubre de 2022.
El documental Nazi Hunters: The Real Walk-In es va emetre després de l'episodi final.

## Recepció de la crítica
The Walk In va tenir una bona acollida a la premsa amb The Guardian, The Independent i Evening Standard, que li van donar quatre estrelles de cinc. Lucy Mangan, escrivint a The Guardian, la va descriure com "una de les millors inversions televisives que podeu fer".
La diputada laborista Rosie Cooper va criticar el màrqueting del programa, dient que sentia que Hope Not Hate i ITV l'havien utilitzat com a "eina de màrqueting".